# UCI-BMX-Freestyle-Weltcup 2024
Beim UCI-BMX-Freestyle-Weltcup 2024 wurden durch die Union Cycliste Internationale die Weltcupsieger im BMX-Freestyle ermittelt.

## Ablauf
Der Weltcup 2024 wurde wie in den Vorjahren durch die Hurricane Company im Auftrag der UCI im Rahmen der FISE World Series organisiert. Er bestand aus drei Runden in Enoshima, Montpellier und Shanghai. Erstmals seit 2019 wurden alle Runden mit beiden von der UCI anerkannten Freestyle-Varianten, Park und Flatland, durchgeführt.
- Enoshima: 22.–25. Februar
- Montpellier: 8.–12. Mai
- Shanghai: 17.–20. Oktober

Die Wettkämpfe gingen über mehrere Tage, der letzte Tag war jeweils dem Finale gewidmet. Ein Sieg zählte jeweils 1000 Punkte für das Gesamtklassement.

## Park Männer
| # | Datum       | Ort         | Erster           | Zweiter          | Dritter       |
| - | ----------- | ----------- | ---------------- | ---------------- | ------------- |
| 1 | 25. Februar | Enoshima    | Anthony Jeanjean | Logan Martin     | Nick Bruce    |
| 2 | 12. Mai     | Montpellier | Anthony Jeanjean | Brandon Loupos   | Declan Brooks |
| 3 | 20. Oktober | Shanghai    | Rimu Nakamura    | Anthony Jeanjean | Nick Bruce    |

Gesamtwertung
| Platz | Name             | Punkte |
| ----- | ---------------- | ------ |
| 1     | Anthony Jeanjean | 2900   |
| 2     | Rimu Nakamura    | 1770   |
| 3     | Nick Bruce       | 1640   |
| 4     | Reef Way         | 1540   |
| 5     | Brandon Loupos   | 1250   |
| 6     | Joji Mizokagi    | 1170   |

## Park Frauen
| # | Datum       | Ort         | Erste          | Zweite         | Dritte       |
| - | ----------- | ----------- | -------------- | -------------- | ------------ |
| 1 | 25. Februar | Enoshima    | Hannah Roberts | Macarena Pérez | Deng Yawen   |
| 2 | 12. Mai     | Montpellier | Laury Perez    | Miharu Ozawa   | Sasha Pardoe |
| 3 | 20. Oktober | Shanghai    | Sun Sibei      | Miharu Ozawa   | Sun Jiaqi    |

Gesamtwertung
| Platz | Name           | Punkte |
| ----- | -------------- | ------ |
| 1     | Minato Oike    | 1910   |
| 2     | Miharu Ozawa   | 1800   |
| 3     | Sasha Pardoe   | 1650   |
| 4     | Nene Naito     | 1610   |
| 5     | Maracena Pérez | 1470   |
| 6     | Sun Sibei      | 1430   |

## Flatland Männer
| # | Datum       | Ort         | Erster       | Zweiter              | Dritter      |
| - | ----------- | ----------- | ------------ | -------------------- | ------------ |
| 1 | 25. Februar | Enoshima    | Yu Katagiri  | Jean William Prévost | Yu Shoji     |
| 2 | 12. Mai     | Montpellier | Yu Shoji     | Matthias Dandois     | Yu Katagiri  |
| 3 | 20. Oktober | Shanghai    | Kio Hayakawa | Jean William Prévost | Ryo Katagiri |

Gesamtwertung
| Platz | Name                 | Punkte |
| ----- | -------------------- | ------ |
| 1     | Yu Katagiri          | 2440   |
| 2     | Kio Hayakawa         | 2340   |
| 3     | Jean William Prévost | 2230   |
| 4     | Ryo Katagiri         | 2160   |
| 5     | Yu Shoji             | 1820   |
| 6     | Jorge Gómez          | 1740   |

## Flatland Frauen
| # | Datum       | Ort         | Erste       | Zweite          | Dritte          |
| - | ----------- | ----------- | ----------- | --------------- | --------------- |
| 1 | 25. Februar | Enoshima    | Nina Suzuki | Ayuna Miyashima | Yui Kiyomune    |
| 2 | 12. Mai     | Montpellier | Nina Suzuki | Ayuna Miyashima | Kirara Nakagawa |
| 3 | 20. Oktober | Shanghai    | Nina Suzuki | Yui Kiyomune    | Ayuna Miyashima |

Gesamtwertung
| Platz | Name             | Punkte |
| ----- | ---------------- | ------ |
| 1     | Nina Suzuki      | 3000   |
| 2     | Ayuna Miyashima  | 2620   |
| 3     | Yui Kiyomune     | 2390   |
| 4     | Kirara Nakagawa  | 2360   |
| 5     | Sakura Kawaguchi | 2060   |
| 6     | Veronika Kádár   | 1910   |